# Margaret Chan
Margaret Chan (chiń. upr. 陈冯富珍; chiń. trad. 陳馮富珍; pinyin Chén Féng Fùzhēn; jyutping Can4 Fung4 Fu3 Jan1; ur. w 1947 w Hongkongu) – chińska lekarka, w dniu 9 listopada 2006 roku wybrana na stanowisko dyrektora generalnego Światowej Organizacji Zdrowia (funkcję zaczęła pełnić 4 stycznia 2007). W maju 2012 została wybrana na drugą kadencję do 30 czerwca 2017.